# Общество архитекторов-художников
Общество архитекторов-художников (ОАХ) (Императорское общество архитекторов-художников, Петроградское общество архитекторов-художников, с 1924 — Ленинградское общество архитекторов-художников) — творческое объединение архитекторов Санкт-Петербурга (Петрограда, Ленинграда).
Основано в Санкт-Петербурге в декабре 1903 года. Упразднено в 1932 году в связи с образованием Союза советских архитекторов (ССА) и созданием его Ленинградского отделения (ЛОССА).

## История
Общество архитекторов-художников (ОАХ) было основано в Санкт-Петербурге 15 октября 1903 года профессорами и выпускниками Императорской Академии Художеств — Л. Н. Бенуа, А. А. Грубе, Н. Козловым, Г. И. Котовым, Б. Николаевым, А. Н. Померанцевым, М. Т. Преображенским, П. Ю. Сюзором, В. П. Цейдлером.
В 1906—1916 и 1927—1935 годах ОАХ издавало «Ежегодник Общества архитекторов-художников», в 1914—1917 годах — журнал «Архитектурно-художественный еженедельник».
При Обществе были образованы и действовали:
- Комиссия по изучению и описанию памятников Старого Петербурга (1907 г.);
- Комитет Музея Старого Петербурга (1909—1918 гг.);
- Комитет Историческо-архитектурной выставки (1911 г.; состоялась в залах Императорской Академии художеств);

После 1917 года деятельность общества прекратилась; восстановлено под названием «Ленинградское общество архитекторов-художников» в 1922 году. В 1927 году был возобновлён выпуск «Ежегодников». Кружок архитекторов-художников был образован в Москве; кратковременно Общество архитекторов-художников работало в Киеве. В 1927 году ОАХ насчитывало 152 члена.
В разное время председателями общества были П. Ю. Сюзор, М. С. Лялевич, Л. Н. Бенуа, А. А. Грубе, В. С. Рожновский.

## Конкурсы, объявленные Обществом
Общество провело более 150 конкурсов на различные сооружения. В советское время были проведены следующие конкурсы:
- Памятник В. И. Ленину у Финляндского вокзала (1924 г.; совместно с Ленинградским Обществом архитекторов)
- Боткинская больница в Ленинграде (1926 г.)
- Хлебозавод в Ленинграде (1926 г.)
- Фасад Катушечной фабрики имени т. Володарского в Ленинграде
- Токарная мастерская Наждачно-механического завода «Ильич» на Васильевском острове в Ленинграде (1926 г.)
- Внутренняя отделка и меблировка пассажирских помещений теплоходов Крымско-Кавказской линии (1927 г.)
- Крематорий на Волковом кладбище в Ленинграде (1929 г.)

## Издания Общества
- Ежегодник Общества архитекторов-художников.
  - Выпуск 1. C.-Петербург. 1906 г.
  - Выпуск 2. C.-Петербург. 1907 г.
  - Выпуск 3. C.-Петербург. 1908 г.
  - Выпуск 4. C.-Петербург. 1909 г.
  - Выпуск 5. C.-Петербург. 1910 г.
  - Выпуск 6. C.-Петербург. 1911 г.
  - Выпуск 7. C.-Петербург. 1912 г.
  - Выпуск 8. C.-Петербург. 1913 г.
  - Выпуск 9. Петроград. 1914 г.
  - Выпуск 10. Петроград. 1915 г.
  - Выпуск 11. Петроград. 1916 г.
  - Выпуск 12. Ленинград. 1927 г.
  - Выпуск 13. Ленинград. 1930 г.
  - Выпуск 14. Ленинград. 1935 г.
  - Выпуск 15-16 (1-2). Ленинград. 1940 г.
- Архитектурно-художественный еженедельник.
  - C.-Петербург — Петроград. 1914 г. № 1 — 52
  - Петроград. 1915 г. № 1 — 52.
  - Петроград. 1916 г. № 1 — 52.
  - Петроград. 1917 г. № 1 — 35.

## Члены Общества
- Баумгартен, Евгений Евгеньевич
- Белогруд, Андрей Евгеньевич
- Бенуа, Леонтий Николаевич
- фон Витте, Оскар Оскарович
- Галензовский, Стефан Петрович
- Гельфрейх, Владимир Георгиевич
- Ильин, Лев Александрович
- Курбатов, Владимир Яковлевич
- Лангбард, Иосиф Григорьевич
- Лансере, Николай Евгеньевич
- Лишневский Александр Львович
- Мунц, Оскар Рудольфович
- Перетяткович, Мариан Марианович
- Покровский, Владимир Александрович
- Рерих, Николай Константинович
- Руднев, Лев Владимирович
- Таманов, Александр Иванович
- Сюзор, Павел Юльевич — председатель Общества (с 1903 г.)
- Фомин, Иван Александрович
- Щуко, Владимир Алексеевич
- Щусев, Алексей Викторович